# Ятрань (друкарська машинка)

Електромеханічна друкарська машинка Ятрань

Ятра́нь — радянська марка друкарських машинок; була поширеною у СРСР та досі[коли?] використовується в Україні та СНД.[джерело?]
Машинки виготовлялися з 1975 до 1995 року в Кіровограді на заводі «Друкмаш», що був основним виробником друкарських машинок у СРСР. Завод виготовляв до 140 тис. машинок на рік.
Машинку було названо на честь річки Ятрань.

## Історія виробництва

### Особливості та походження технології
Технологію виробництва було куплено у західнонімецької фірми «Олімпія». Проте модель машинки, на якій ґрунтувалася «Ятрань», була розроблена ще 1958 року та, на час її купівлі Радянським Союзом у 1974 році, в Німеччині вже не виготовлялася.
Порівняно із сучаснішими друкарськими машинками, «Олімпія» мала заскладну конструкцію: у невеликому корпусі розміщувалося понад 3000 деталей, багато вузлів мали 5–6 ступенів свободи. Такі особливості конструкції вимагали високої точності виробництва деталей, а відтак — високоточного устаткування, яке було куплено у німецьких партнерів разом із технологією.

### Зміни в конструкції
З 1975 року дизайн «Ятрані» не змінювався жодного разу. За словами Людмили Шубіної, колишнього заступника генерального директора «Друкмашу»:
|  | Про який дизайн тоді могла йти мова? Зовнішній вигляд німецької машинки навіть зразка 1950-х років для Союзу був недосяжним рівнем, мов космічний політ! |

Конструкція машинки також не покращувалася. Водночас зі спрацюванням німецького оснащення заводу, яке не було змоги поновлювати належним чином, в неї поступово вносилися зміни, спрямовані на підлаштування під технічні можливості заводу. В результаті поступово збільшувалися похибки при виготовленні деталей, і за п'ятнадцять років якість машинки критично знизилася. За словами Людмили Шубіної, це вже була «не друкарська машинка, а друкарське нещастя». Водночас на території усього Радянського Союзу діяла мережа майстерень з ремонту «Ятрані».

## Цікаві факти
- 8 грудня 1991 року на машинці «Ятрань» було надруковано документи, що лягли в основу розпаду СРСР, адже саме таку машинку було задіяно під час укладання Біловезької угоди лідерами Росії, України та Білорусі. Згодом історичну машинку було продано телекомпанії НТВ.[4][5]